# Mogens Jacobsen (arkitekt)
 Der er flere personer med dette navn, se Mogens Jacobsen.
Mogens Jacobsen (18. juli 1911 i Odense – 6. november 1970 i Humlebæk) var en dansk modernistisk arkitekt.
Hans forældre var arkitekt Viggo Jacobsen og Esther Winckler Hansen. Jacobsen studerede først botanik ved Københavns Universitet, men skiftede til Kunstakademiets Arkitektskole, hvorfra han fik afgang som arkitekt maj 1942. Han var ansat hos Kay Fisker 1942-47 og drev egen tegnestue sammen med Alex Poulsen 1948-54. På få år udførte de en række markante modernistiske projekter, hvoraf Panoptikonbygningen i tillempet International Style er mest kendt. Dernæst var han ansat hos Steen Eiler Rasmussen 1955-59. 
I sin senere karriere byggede han kun lidt. Han var lærer ved Bygningskonstruktørskolen i København 1959-62, redaktionel medarbejder ved Bo Bedre 1961-63, medlem af Boligministeriets produktivitetsfondsudvalg 1964-70 og rådgiver for Byggecentrum og boligudvalget for bevægelseshæmmede i konkurrencen "Køkken for alle" 1967. Han rejser førte ham til London 1967 (byggekurser), Israel 1968 og til Thailand, Indien, Burma, Ceylon, Formosa, Sydkorea 1969 (sammen med Marius Kjeldsen). 
Han var gift 1. gang med Inger Petersen (død 1956), 2. gang (14. november 1957 i Asminderød) med fysioterapeut Eva Munthe Fog (født 16. april 1924 i København), datter af stabslæge Reinhold Munthe Fog og Erna Schønheyder. 
Han er begravet på Humlebæk Kirkegård.

## Udstillinger
- Charlottenborg Forårsudstilling 1951 (Svendebjerghus) og 1952 (Carlsro)

## Værker
Sammen med Alex Poulsen:
- Svendebjerghus, Hvidovrevej, Hvidovre (1948-50, præmieret, tildelt Emil Bissens Præmie)
- Panoptikonbygningen (Arbejdernes Landsbank), Vesterbrogade 5, København (1950-52)
- Hvidovrebo, Hvidovrevej (1951-52, præmieret)
- Carlsro, Tårnvej, Rødovre (1952-53, 1957-58)

Alene:
- Eget hus, Skolebakken 11, Humlebæk (ombygning 1957 og senere)

Skriftlige arbejder:
- "Panoptikonbygningen", i: Arkitekten, 1954, s. 174-184.
- Artikler i: Bo Bedre i årene 1961-63.
- (sammen med P. Funder Larsen): Netværksplanlægning, 1968.